# Steven Holl
Steven Holl (Bremerton, 9 dicembre 1947) è un architetto statunitense.

## Biografia

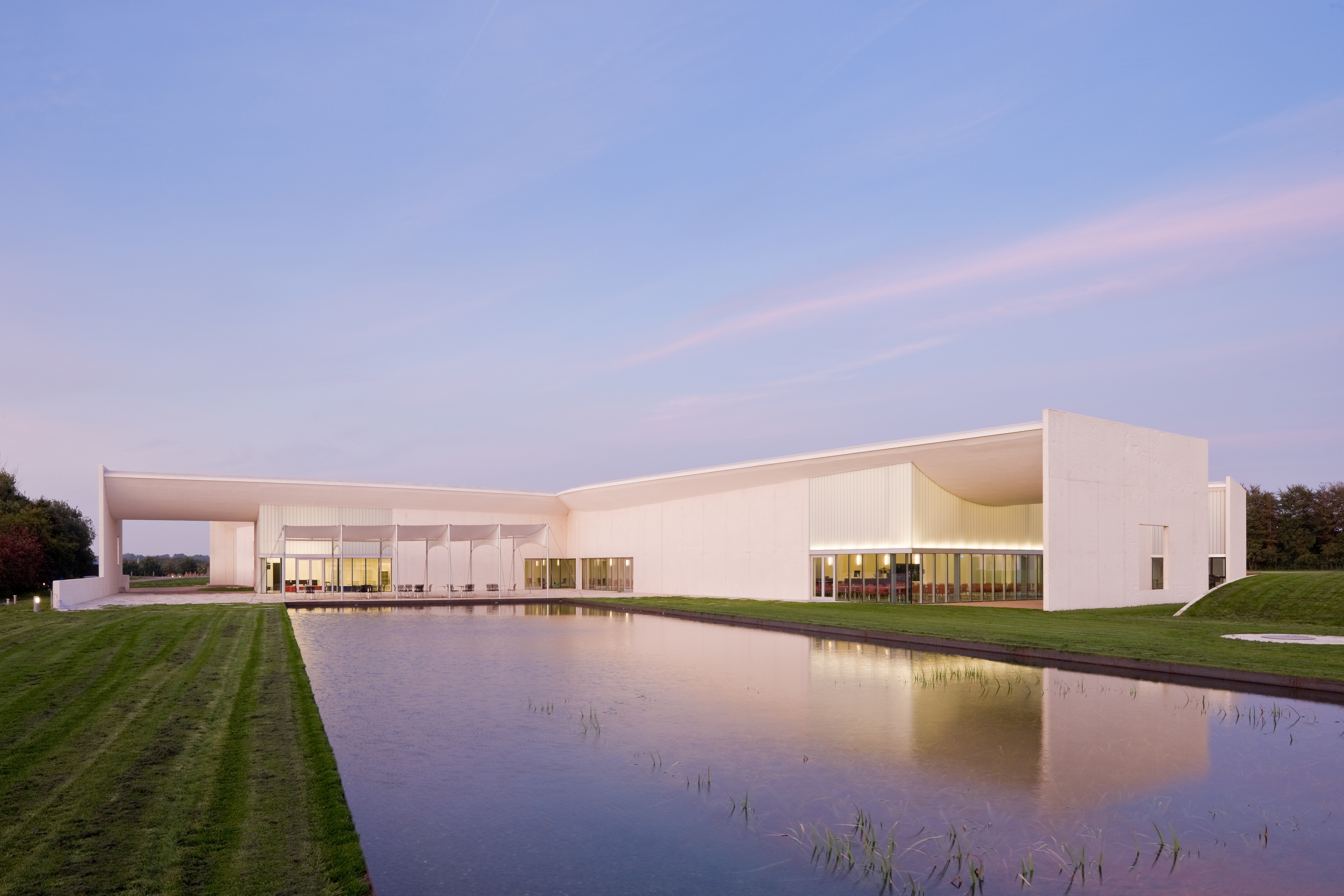
Herning Museum of Modern Art, Herning, Danimarca

Tra i più noti e influenti architetti e teorici dell'architettura contemporanei, Holl è noto a livello internazionale per i numerosi progetti realizzati soprattutto negli Stati Uniti e in oriente (Cina, Giappone, Corea del Sud).
Dopo la laurea all’Università di Seattle e gli studi a Londra e Roma, apre lo studio Steven Holl Architects a New York nel 1976.
Nella sua produzione Holl ha sintetizzato “ragioni filosofiche e metodologie progettuali” in una ricerca allo stesso tempo “di esperienza e di critica” (Heck-Chiarone).
La sua produzione risulta "segnata da accenti neoespressionisti" e dalla sperimentazione di "conformazioni irregolari con l'ausilio delle tecnologie digitali", in particolare nei molti progetti per università, campus e istituti d'arte.
Nel saggio "Anchoring" (1989), Holl definisce i “rapporti dialettici” tra edifici e luoghi: ne sono esempi evidenti le opere newyorchesi degli anni Ottanta, che portano fama e riconoscimenti al suo studio.

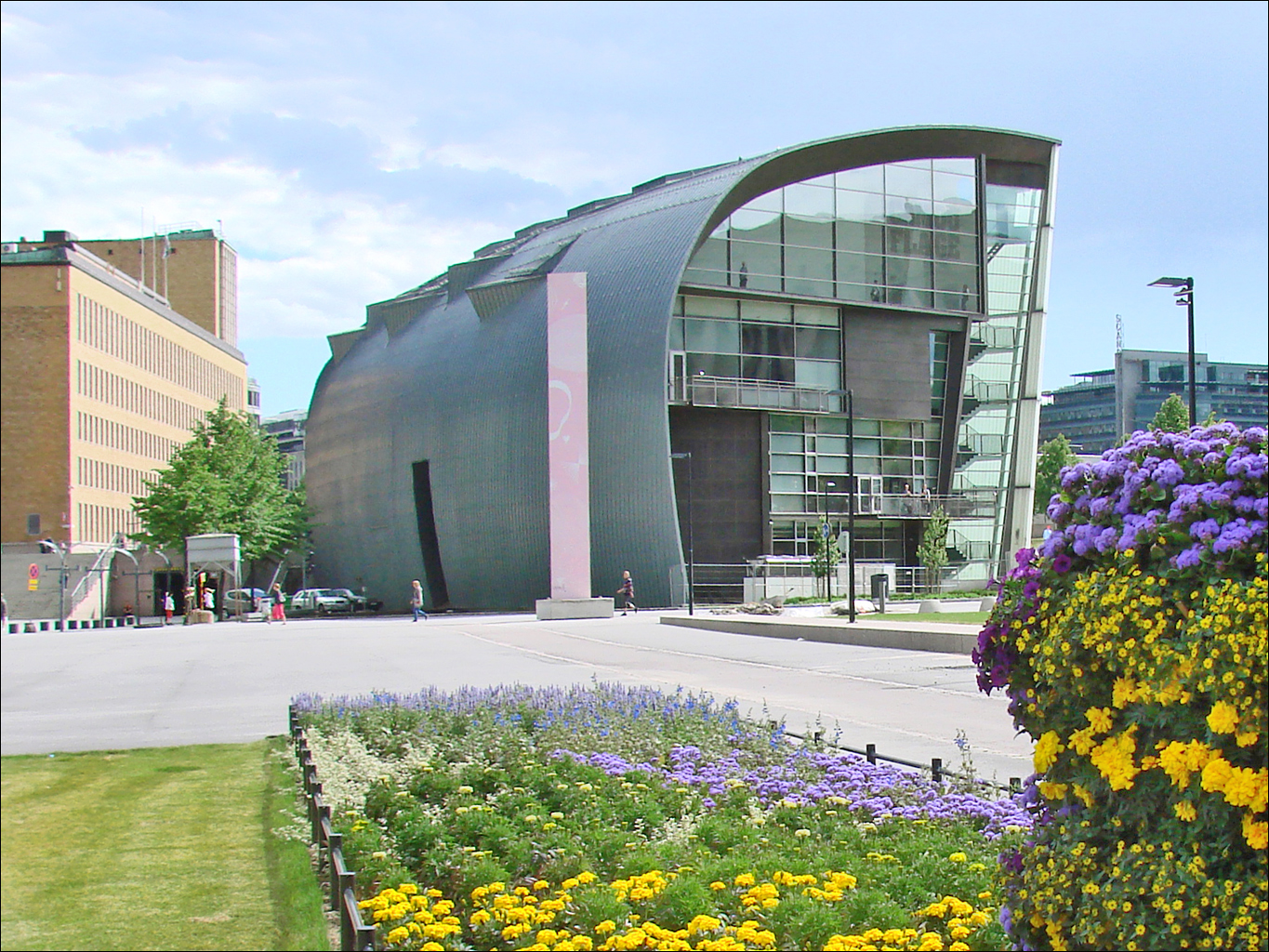
Il museo di arte contemporanea "Kiasma" ad Helsinki

Tra i molti edifici progettati per la didattica si ricordano: il Department of Philosophy della New York University (2004-07), una completa ristrutturazione degli interni di un edificio angolare del 1890 "all'interno di un concetto che organizza i nuovi spazi attorno alle proprietà luminose e fenomeniche dei materiali"; il pluripremiato Reid Building (2014), estensione dello storico edificio in muratura di Charles Rennie Mackintosh per la Glasgow School of Art del 1909, realizzato per contrasto con materiali trasparenti e volumi modellati dall’interno verso l’esterno e viceversa.

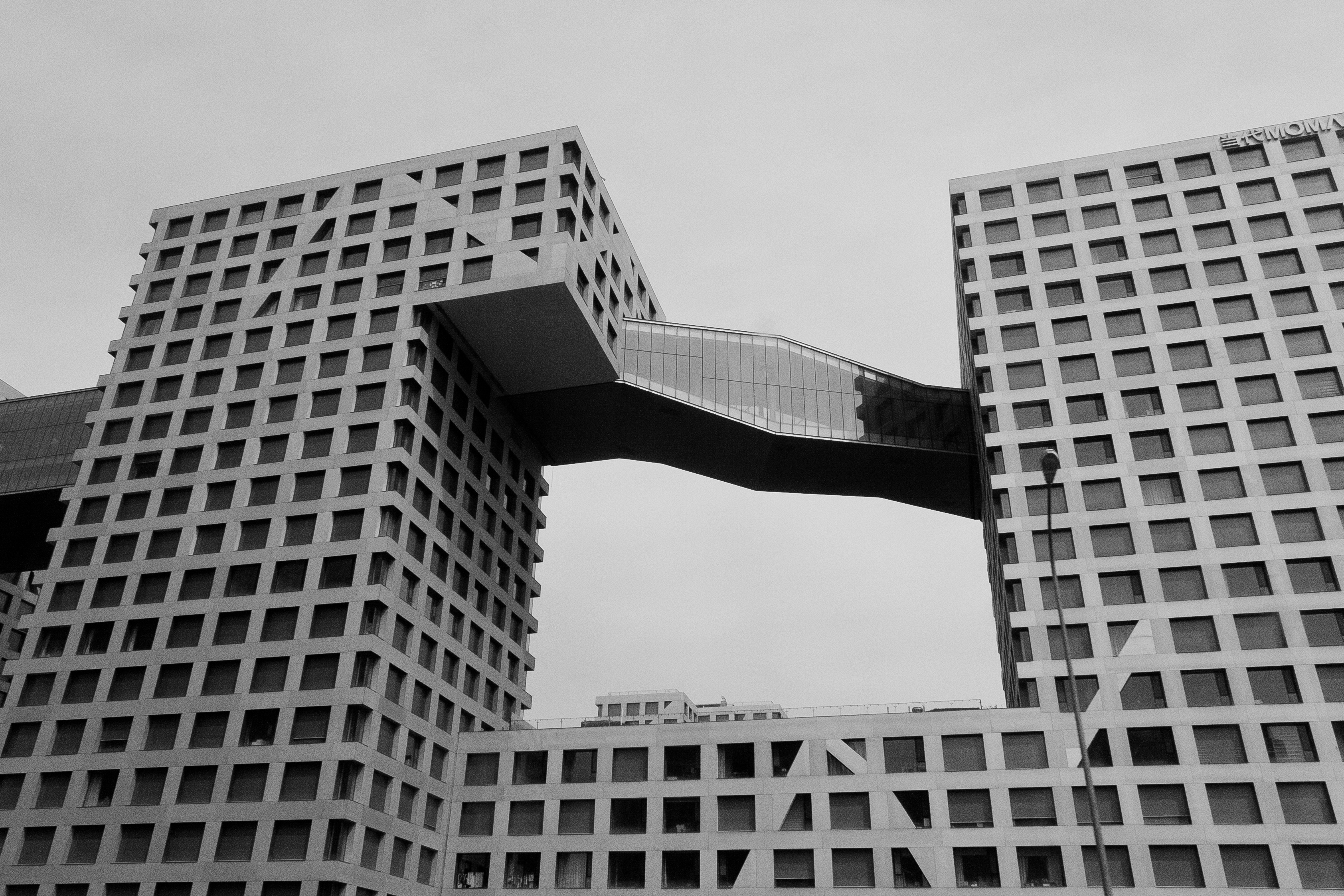
il "Linked Hybrid Building" di Pechino

Nella Pool House a New York (1981) e nel Museum of Modern Art Apartment (1986) emergono soprattutto gli aspetti storici e geografici delle costruzioni, in particolare nello showroom per la Pace Collection (1986) sono evidenti le poetiche del movimento De Stjil.
Tra i lavori europei, si distingue per la forte sperimentazione il Museo di Arte Contemporanea Kiasma di Helsinki, fondato sul concetto di "chiasma: fusione di materia-spazio", mentre la Stretto House di Dallas (1992) prende forma da una partitura musicale di B. Bartók.
Si ricordano inoltre gli uffici D.E. Shaw & Co (1992) e la facciata di grande impatto urbano realizzata per Storefront for Art and Architecture (1993).
Molte e importanti le residenze unifamiliari e i complessi residenziali, tra i quali spiccano i lavori in Giappone: il Void Space a Fukuoka (1991) in cui Holl fa risaltare il “vuoto” della cosmologia buddista; il complesso di 190 unità abitative Makuhari Bay New Town a Chiba (1996).
A Pechino Holl realizza il complesso residenziale Linked Hybrid (2009) costituito da 644 appartamenti dislocati su 8 torri di 22 piani ciascuna, collegate tra le loro da ponti coperti e sospesi.
A Shenzhen, il "grattacielo orizzontale", struttura polifunzionale e “galleggiante” lunga quanto l'altezza dell'Empire State Building e caratterizzata dal giardino con piante tropicali ispirato ai progetti del paesaggista brasiliano Roberto Burle Marx.
Tra i progetti culturali, il Nelson-Atkins Museum of Art a Kansas City (2007), con l'ampliamento di oltre 15.000 m². di spazi espositivi, la valorizzazione del giardino delle sculture preesistente e la costruzione di 5 massicce “lenti di vetro” che emergono dal suolo e "danno forma a una luminosa integrazione tra architettura, arte e paesaggio"; il Museo di Arte Contemporanea a Herning in Danimarca (2009) che unisce 3 istituzioni culturali di arti visive e musica; l'ampliamento del John F. Kennedy Center for the Performing Arts a Washington D.C. con 3 padiglioni immersi nel verde, collegati da un percorso sotterraneo.
Nel 2018 vince il concorso per la realizzazione del nuovo quartiere residenziale "Tushino" a Mosca, avendo la meglio su Zaha Hadid Architects e Studio Fuksas.
Si è occupato di architettura sacra con la Cappella di Sant'Ignazio a Seattle (1997), col fondamentale apporto dei volumi luminosi delle facciate che metaforicamente riprendono il programma del culto gesuita.
Come saggista e teorico, Holl ha scritto diversi volumi, tra cui "Parallax" (2000); "Urbanisms, working with doubt" (2009); "Scale" (2012), mentre tra gli scritti a lui dedicati importante la monografia di Robert McCarter (Phaidon, 2015).

### LaSteven Myron Holl Foundation
Nel 2016 Stev Holl insieme alla moglie e socia Dimitra Tsacrelia crea la fondazione non-profit che porta il suo nome, con sede a Rhinebeck, dove si trovano l'archivio dello studio Steven Holl Architects, la Galleria d'arte della fondazione, la casa sperimentale "Ex-In house", la residenza per giovani architetti con lo studio dedicato al loro lavoro. Ogni estate infatti la Fondazione organizza una Residenza per 5 Architetti emergenti selezionati nel mondo su base competitiva che passano il mese di Luglio presso la Fondazione, seguendo lectures di architettura, design e arte e sviluppando un progetto diverso ogni anno.

## Opere

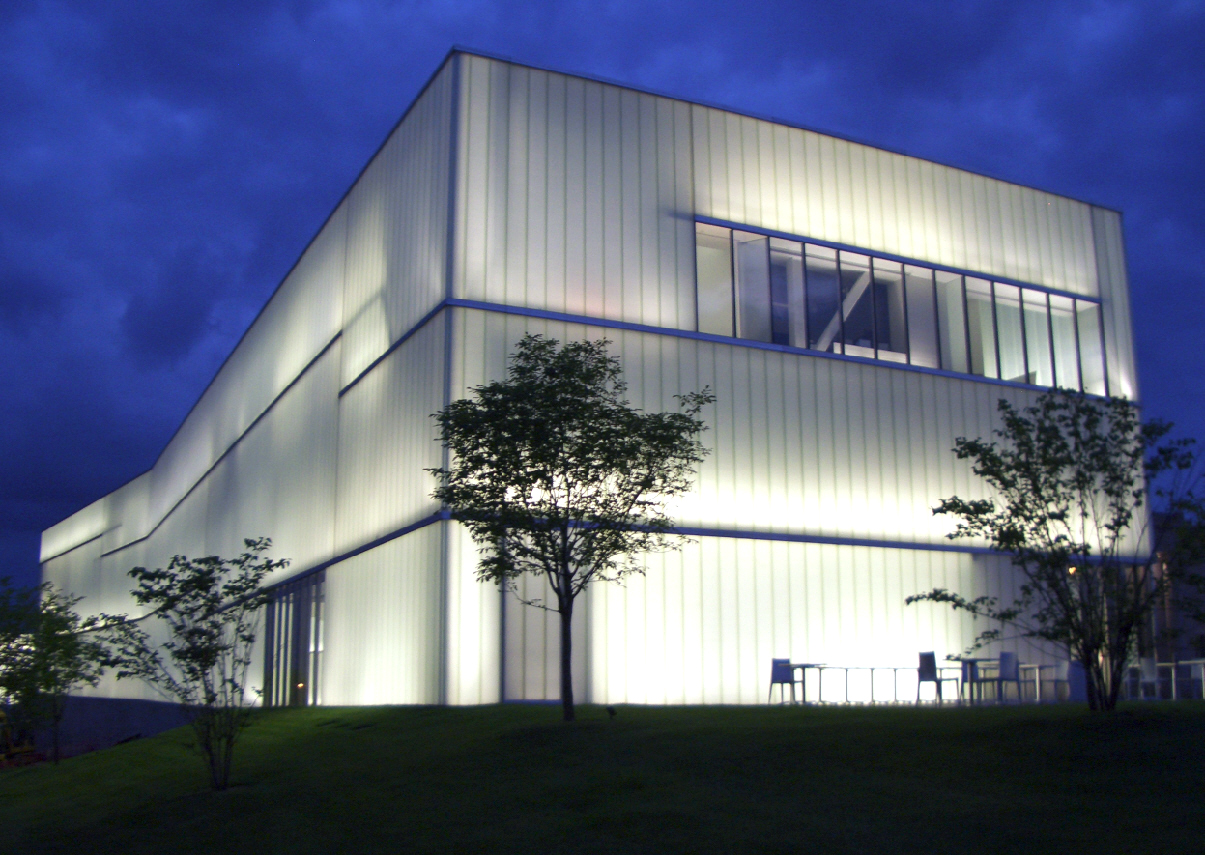
Espansione del Nelson-Atkins Museum of Art a Kansas City, Missouri

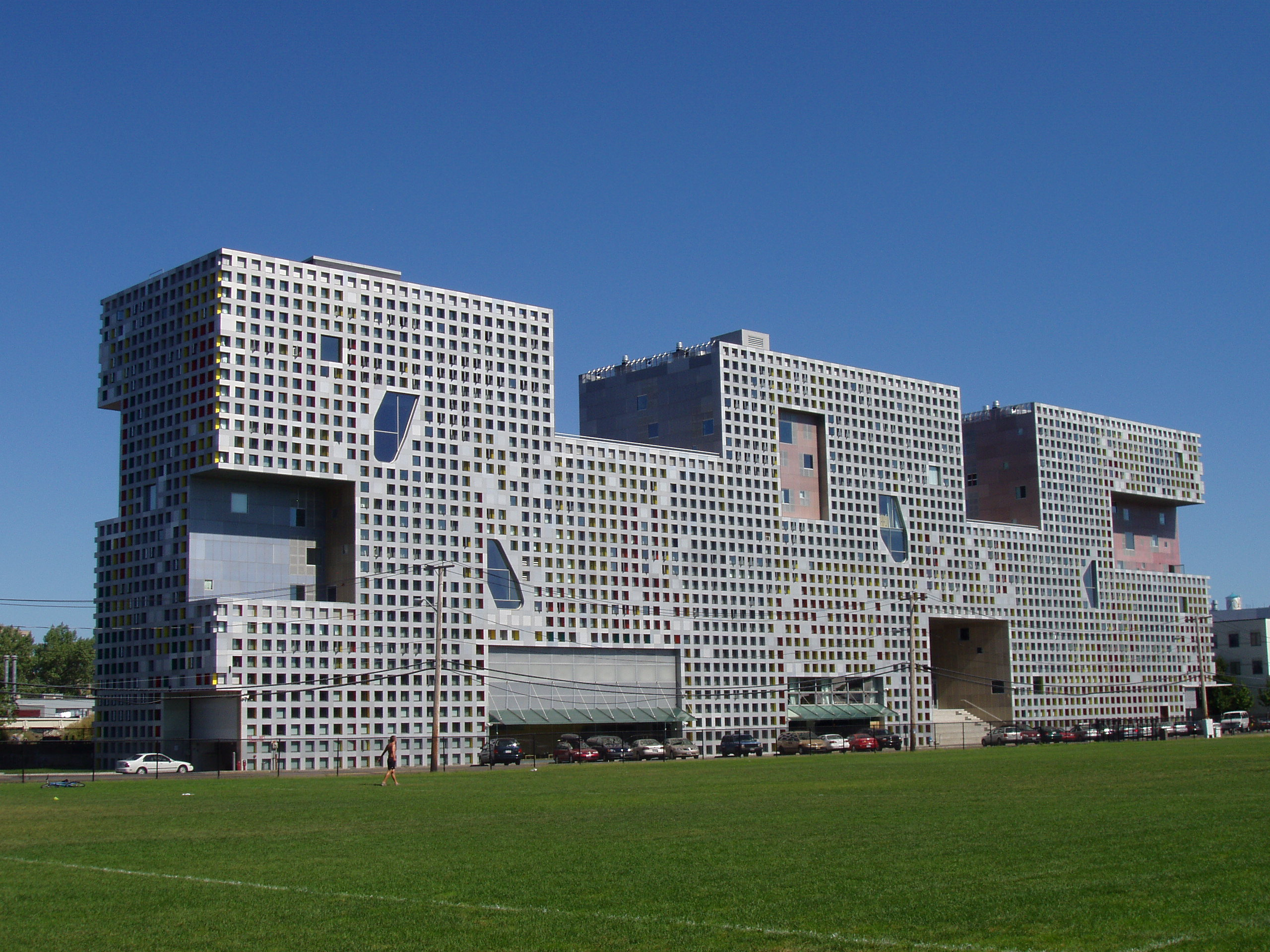
La Simmons Hall al MIT di Cambridge

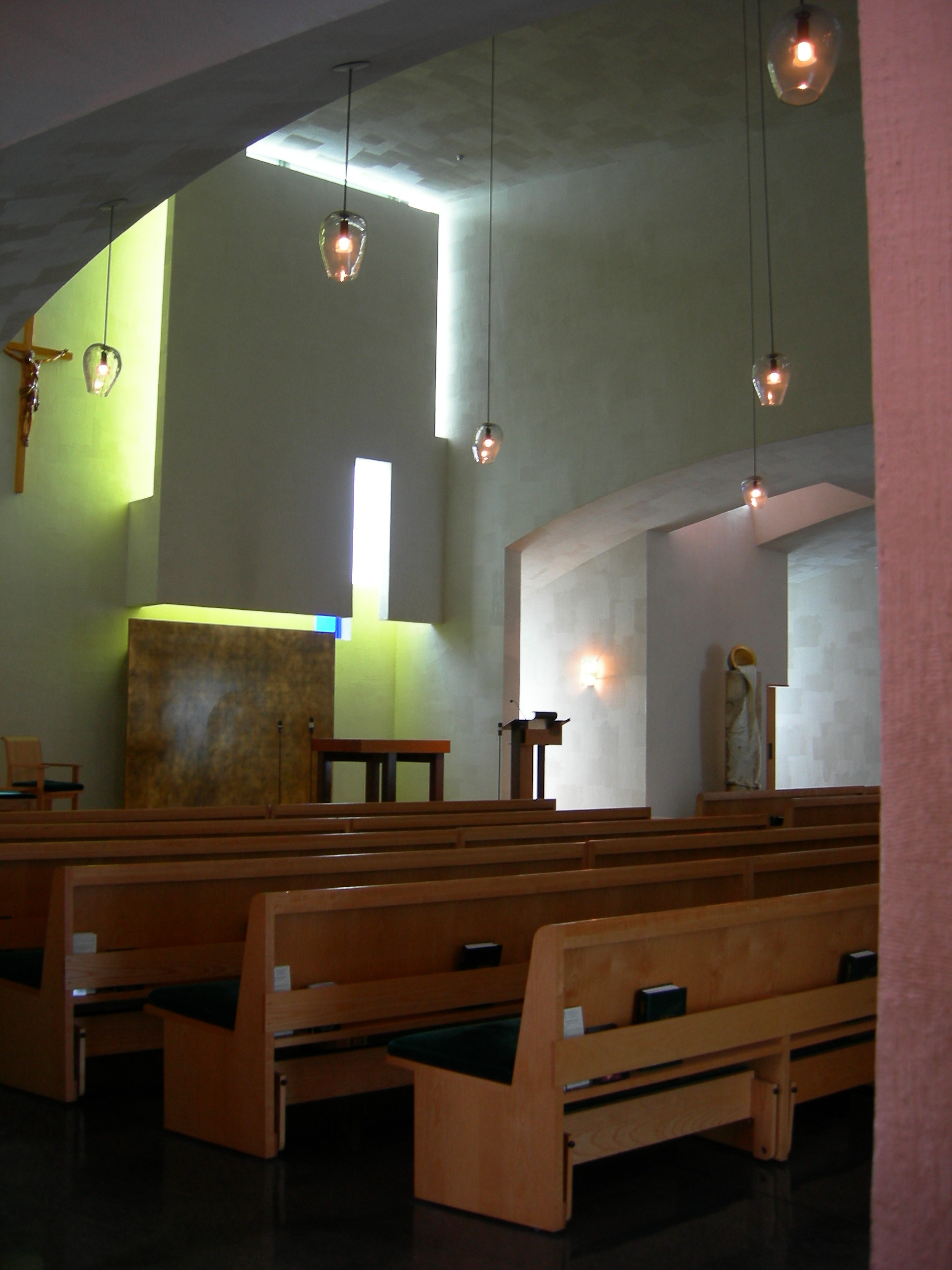
Chiesa di Sant'Ignazio a Seattle

| Opera                                                                                          | Luogo                      | Anno di completamento  |
| ---------------------------------------------------------------------------------------------- | -------------------------- | ---------------------- |
| Hybrid Building                                                                                | Seaside, Florida           | 1988                   |
| Void Space Housing, Nexus World                                                                | Fukuoka, Japan             | 1991                   |
| Stretto House                                                                                  | Dallas, Texas              | 1992                   |
| Storefront for Art and Architecture                                                            | New York                   | 1993                   |
| Chapel of St. Ignatius at Seattle University                                                   | Seattle, Washington        | 1997                   |
| Cranbrook Institute of Science                                                                 | Bloomfield Hills, Michigan | 1998                   |
| Kiasma, Museum of Contemporary Art                                                             | Helsinki, Finlandia        | 1998                   |
| Sarphatistraat Offices                                                                         | Amsterdam, Paesi Bassi     | 2000                   |
| Bellevue Arts Museum                                                                           | Bellevue, Washington       | 2001                   |
| Ralph Rapson Hall, College of Architecture and Landscape Architecture, University of Minnesota | Minneapolis, Minnesota     | 2002                   |
| Simmons Hall, Massachusetts Institute of Technology                                            | Cambridge, Massachusetts   | 2002                   |
| Pratt Institute Higgins Hall Insertion                                                         | Brooklyn, New York         | 2005                   |
| Lake Whitney Water Purification Facility and Park                                              | New Haven, Connecticut     | 2005                   |
| Turbulence House                                                                               | Nuovo Messico              | 2005                   |
| Planar House                                                                                   | Paradise Valley, Arizona   | 2005                   |
| University of Iowa School of Art and Art History                                               | Iowa City, Iowa            | 2006                   |
| Residence of the Ambassador of Switzerland                                                     | Washington                 | 2006                   |
| Bloch Building expansion of the Nelson-Atkins Museum of Art                                    | Kansas City, Missouri      | 2007                   |
| Doorhandle Beijing for Olivari                                                                 | Borgomanero, Italy         | 2008                   |
| Linked Hybrid                                                                                  | Beijing, China             | 2009                   |
| Knut Hamsun Centre (Hamsunsenteret)                                                            | Nordland, Norvegia         | 2009                   |
| Herning Museum of Contemporary Art                                                             | Herning, Danimarca         | 2009                   |
| Horizontal Skyscraper - Vanke Center                                                           | Shenzhen, Cina             | 2009                   |
| Cite de l'Ocean et du Surf, in collaboration with Solange Fabiao                               | Biarritz, Francia          | 2011                   |
| Daeyang Gallery and House                                                                      | Seoul, Corea del Sud       | 2012                   |
| Sliced Porosity Block - CapitaLand Raffles City Chengdu                                        | Chengdu, Cina              | 2012                   |
| Sifang Art Museum                                                                              | Nanjing, Cina              | 2013                   |
| Campbell Sports Center at Columbia University                                                  | New York, New York         | 2013                   |
| Seona Reid Building                                                                            | Glasgow School of Art      | 2014                   |
| University of Iowa Visual Arts Building                                                        | Iowa City, Iowa            | 2016                   |
| Princeton University Lewis Center for the Arts                                                 | Princeton, New Jersey      | 2017                   |
| Maggie's Centres Barts                                                                         | Londra, Regno Unito        | 2017                   |
| Institute for Contemporary Art at Virginia Commonwealth University (VCU)                       | Richmond, Virginia         | 2018                   |
| Museum of Fine Arts, Houston Glassell School of Art                                            | Houston, Texas             | 2018                   |
| Hunters Point Community Library                                                                | Queens, NY                 | 2019.                  |
| John F. Kennedy Center for the Performing Arts addition                                        | Washington, DC             | 2019 (in construction) |
| Institute for Advanced Study Rubenstein Commons                                                | Princeton, New Jersey      | 2019 (in construction) |
| Franklin & Marshall College Winter Visual Arts Center                                          | Lancaster, Pennsylvania    | 2019 (in construction) |
| ChinPaoSan Necropolis                                                                          | Taipei, Taiwan             | 2019 (in construction) |
| Museum of Fine Arts, Houston Nancy and Rich Kinder Building                                    | Houston, Texas             | 2020 (in construction) |